# Voetjevrijen

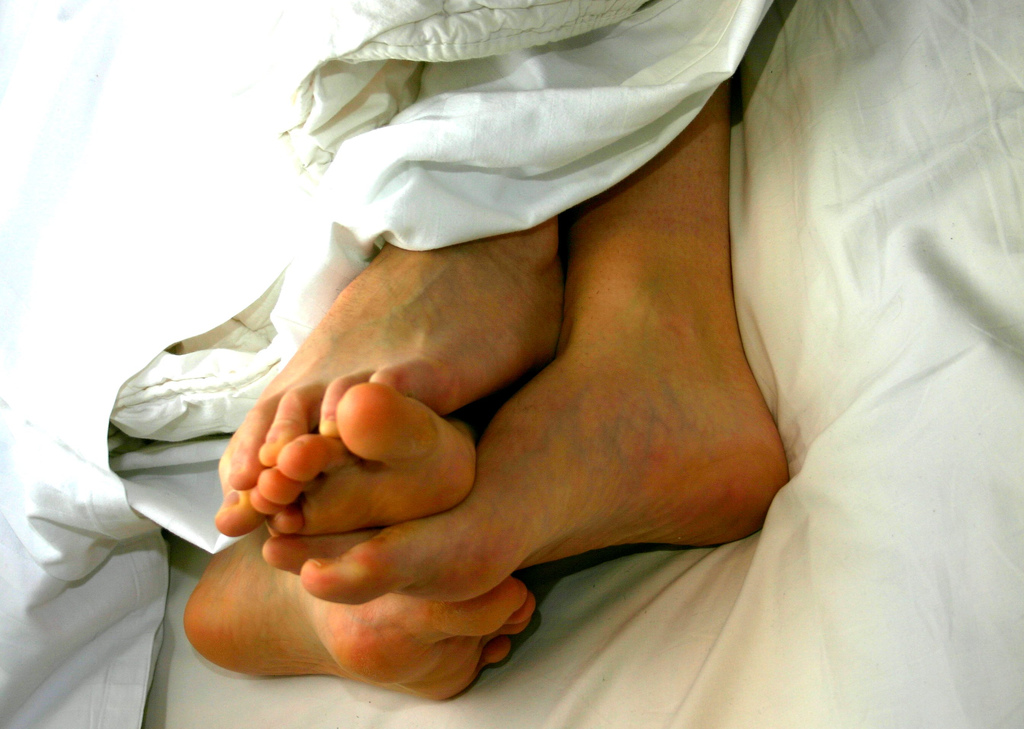
Voetjevrijen in bed

Voetjevrijen is een handeling waarbij twee (of meer) personen elkaar met de voeten aanraken. Dat kan in het verborgen gebeuren, bijvoorbeeld onder tafel, maar ook in een intieme situatie, bijvoorbeeld in bed.
Elkaar met de voeten aanraken kan gebeuren met verschillende beweegredenen: het is een manier om te flirten, maar ook om ongezien signalen aan een ander door te geven, om bijvoorbeeld tijdens het kaarten vals te kunnen spelen.
Voetjevrijen duidt op een vriendschappelijke band tussen de 'vrijers', die van elkaar aanvaarden dat de intimiteitsgrens wordt doorbroken. Voetjevrijen kan ook deel uitmaken van een seksueel getinte actie. Het heimelijke aspect kan de deelnemers een bijzondere 'kick' geven.